# Szubliminális üzenetek
A szubliminális üzenetek a tudat számára érzékelhetetlen információk, amik azonban hatással vannak viselkedésünkre.

## Definíció
A szubliminális olyan észlelés, amikor az inger olyan rövid ideig vagy olyan kis intenzitással jelenik meg, hogy az a tudatosság küszöbe alatt marad.

## Előzmények
A kutatás alatt azt vizsgálták, hogy az inger eléri- e a tudatküszöböt. Azaz, észleljük-e a rövid ideig tartó, pillanatnyi ingereket. Mindössze tizedmásodpercnyi, vagy még rövidebb, felvillanó képingerek, üzenetek hogyan hatnak ránk? A szubliminális csak a tudat számára érzékelhetetlen. Anélkül, hogy tudatában lennénk jelenlétüknek és tartalmuknak, a szubliminális üzenetek jelentékeny hatással vannak viselkedésünkre. Emiatt lehetséges az emberek befolyásolása a tudatalattijukra ható szavak és képek segítségével. A reklámszakemberek könnyűszerrel befolyásolhatják a célközönség akaratát a hirdetésekbe rejtett szubliminális üzenetekkel. A tanulókat a zene alá kevert tananyag segíthetné.

## Reklámpszichológia és társai
A szubliminális üzenetek tudatot befolyásoló képességébe vetett hit 1957-re nyúlik vissza, mikor is egy James Vicary nevű reklámszakember azt állította, hogy a kóla eladását 58%-kal, a pattogatott kukorica eladását pedig 18%-kal sikerült megnövelnie egy New Jersey-i filmszínházban. A filmkockák közé iktatott "Igyál Coca kólát" és "Éhes vagy - egyél pattogatott kukoricát" tartalmú felvillanó feliratok segítségével. Bár a hír hamisnak bizonyult, és eddig senki nem akadt, aki meg tudta volna ismételni a kísérletet, a legenda továbbra is él. 
A szubliminális (tudat alatt ható) üzenetek működési mechanizmusa arra épül, hogy azokat az agy képes fölfogni a tényleges tudatig azonban nem jutnak el. A szubliminális üzenetek azért lehetnek hatásosak, mivel az üzenetet nem nyíltan kapjuk, így nem tudjuk tudatosan, ill. logikusan eldönteni, hogy engedelmeskedjünk-e neki vagy sem. A fogadó fél számára pedig úgy tűnhet, hogy tettei saját döntéseiből származnak. Az ez irányú kutatások célja az emberi agy gyengeségeinek feltérképezése annak kihasználása érdekében. Szubliminális üzeneteket el lehet rejteni TV-műsorokban, rádióadásokban vagy állóképekben, de a legmodernebb technológia ezt már számítógépes programokban, internetes oldalakon vagy egyszerű spam-ekben is lehetővé teszi. A marketingen használatos, valamint  a pszichológiában.
A Pszichológiában és a marketingben ösztönzőket alkalmaznak a tudományos kutatásra, valamint a tudatalatti észlelés nélküli tudatosság elérésére vagy a tudattalan érzékelésére. Ezzel szemben a szubliminális az olyan észlelés, amely akkor is megtörténik, amikor az inger olyan rövid ideig vagy olyan kis intenzitással jelenik meg, hogy az a tudatosság küszöbe alatt marad. Az a tény, hogy a szubliminális üzenetek hatásosságát igazoló bizonyítékok száma gyakorlatilag nulla, nem tántorítja el a nyerészkedőket olyan hanganyagok piacra dobásától, amelyek állítólag közvetlenül a tudatalattira hatva növelik "hallgatóik" bátorságát, beszélik le őket a lopásról, vagy ösztönzik őket nagy tettek véghezvitelére. A fogyasztók évente több mint 50 millió amerikai dollárt költenek szubliminális önsegélyező termékekre (Journal of Advertising Research, Dennis Love cikke, Sacramento Bee, 2000 szept. 9). Egy hypnotictapes.com nevű webhelyen a hasonló hangfelvételek széles választékát találjuk, melyeket James H. Schmelter hipnoterapeuta készített, aki üzleti végzettséggel és a szinergetikus tudományban szerzett állítólagos szakértelemmel rendelkezik. Ha Schmelter portékája nem lenne megfelelő, még mindig megpróbálkozhatunk a Mindwriter Subliminals termékcsaláddal... mely valódi áttörés az Humán Újraprogramozás Projektben.

## Szubliminális ingerek nap mint nap
A szubliminális üzenetekbe vetett hit 1980-ban érte el csúcspontját, amikor Wilson Bryan Key megjelentette "A kagylók orgiája és más tudatbefolyásolók, amiket a média használ viselkedésünk uralására" c. könyvét, amelyet később a szexisebben hangzó "Tudat alatti erotikus kalandok" címmel adtak ki újra. Key azt állítja, hogy a reklámok olyan szexuális tartalmú szubliminális üzenetekkel uralják viselkedésünket, mint például izgató figurák és a "SEX" szó elrejtése az ételekben, jégkockákban és hasonlókban. A Howard Johnson's étlapját böngészve 2000 szeptemberében két szenátor, az oregoni Ron Wyden és John Breaux Louisiana államból panaszt tett az FCC-nél egy republikánus hirdetése miatt, melyben a "RATS" [patkányok] (vagy "BUREAUCRATS" [bürokraták]) szó villant fel 1/30-ad másodpercre.

## Értelmezett adatok
Tehát a módszer “változatos”, megjelenhet a mozi képernyőjén -→  kis filmkockákban, vagy reklámokban elrejtett szavakban, akár zenékben és sok más egyébben.
A vizsgálati csoport mi magunk vagyunk; akár mi is lehetünk. Úgy, hogy annak nem vagyunk tudatában... 
Vannak olyanok, amelyek állítólag közvetlenül a tudatalattira hatva növelik "hallgatóik" bátorságát, beszélik le őket a lopásról, vagy ösztönzik őket nagy tettek véghezvitelére. Az valóban igaz, hogy képesek vagyunk ingereket felvenni anélkül, hogy tudatában lennénk; hangszalagra, amit aztán felülírnak zenével vagy egyéb hanghatásokkal: ha az üzenetet elnyomja valami, akkor csak ez a valami lesz észlelhető, az üzenet viszont nem. Nincs rá bizonyíték, hogy bárki is képes meghallani egy több hangréteg alá kevert elmosódó üzenetet.

## Konklúzió
Az valóban igaz, hogy képesek vagyunk ingereket felvenni anélkül, hogy tudatában lennénk annak. Például hangszalagra, amit aztán felülírnak zenével vagy egyéb hanghatásokkal: ha az üzenetet elnyomja valami, akkor csak ez a valami lesz észlelhető, az üzenet viszont nem. Nincs rá bizonyíték, hogy bárki is képes meghallani egy több hangréteg alá kevert elmosódó üzenetet...

## Eredmények, adatok értelmezése
Állítólag vannak közvetlenül a tudatalattira hatóak, ezek megnövelik "hallgatóik" bátorságát, avagy beszélik le őket a lopásról, vagy ösztönzik őket nagy tettek véghezvitelére... Olykor hasznos is lehet e módszer, minden bizonnyal van abszolút pozitív oldala is...

## További kutatások
A Warner Bros például nyíltan beismerte, hogy az Ördögűző című filmben számos alkalommal szabad szemmel nem látható, egy halotti maszkot ábrázoló képkocka villan föl a feszültség fokozása érdekében. Érdekes példaként említhető, hogy a Precon Process and Equipment nevű cég olyan módszer kidolgozására törekedett, amellyel a gyerekeket szubliminális úton, akár tévénézés közben, meg lehetne tanítani a szorzótáblára.
Boris Sidis (1988) kártyalapokat mutatott be kísérleti személyeknek olyan távolságból, hogy azok nem tudták pontosan észlelni azok tartalmát, homályos foltokat, pontokat láttak. Mégis, amikor Sidis megkérte a kísérleti személyeket, hogy nevezzék meg a kártyákon látható karaktereket; a korrekt válaszok aránya magasabb volt, mint az várható volt: "van egy másodlagos féléber (subwake) tudatunk, amely azt is képes észlelni, amit elsődleges, éber tudatunk nem" - magyarázta Sidis ezt a teljesítményt.
Kunst - Wilson és Zajonc (1980) rövid idővel bemutattak 10 jelentés nélküli, szabálytalan geometriai figurát. Ezt követően egy felismerési tesztet (a „tudatosság mértéke") és egy preferencia tesztet (a „tudattalan percepciómértéke") végeztek velük. Mindkét próbában 10 párt mutattak be, a párokban az egyik figura a "régi" sorozat egyik eleme volt, a másik egy "új", korábban nem látott figura volt. A felismerési feladatteljesítménye nem haladta meg az 50%-ot, míg a preferencia feladat teljesítménye meghaladta a 60%-ot!

## Video
Subliminal sex masseges

## Pszichológus nézőpont
Számos pszichológus azonban kétkedve fogadja a szubliminális üzenetek hatásosságát, és kísérletben bizonyították, hogy a tudatküszöb alatti üzeneteknek nincsen akkora hatóereje, hogy bárkit is konkrét cselekedetekre ösztönözzön.  Az ember tudatalattiját kihasználni hivatott szubliminális üzenetek léte bár vészjósló, hatásossága egyértelműen máig nem bizonyított.
A szubliminális (tudat alatt ható) üzenetek működési mechanizmusa arra épül, hogy azokat az agy képes fölfogni, a tényleges tudatig azonban nem jutnak el. A szubliminális üzenetek azért lehetnek hatásosak, mivel az üzenetet nem nyíltan kapjuk, így nem tudjuk tudatosan, ill. logikusan eldönteni, hogy engedelmeskedjünk-e neki vagy sem. A fogadó fél számára pedig úgy tűnhet, hogy tettei saját döntéseiből származnak. Az ez irányú kutatások célja az emberi agy gyengeségeinek feltérképezése annak kihasználása érdekében. Szubliminális üzeneteket el lehet rejteni TV-műsorokban, rádióadásokban vagy állóképekben, de a legmodernebb technológia ezt már számítógépes programokban, internetes oldalakon vagy egyszerű spam-ekben is lehetővé teszi.